# Ticocystiscus
Ticocystiscus là một chi minute ốc biển, là động vật thân mềm chân bụng sống ở biển trong họ Cystiscidae.
This genus, và indeed all the genera thuộc họ, were previously and sometimes still are, placed trong họ Marginellidae.

## Các loài
- Ticocystiscus iberia Espinosa & Ortea, 2002 - loài điển hình